# Vörös áfonya
A vörös áfonya (Vaccinium vitis-idaea) a hangafélék (Ericaceae) családjába tartozó hegyvidéki növény, az erdei fenyvesek jellegzetes örökzöld törpecserjéje, népies nevén: brusnyica, fojminc, havasi meggy, kövi málna.
A fekete áfonyához hasonlóan közkedvelt, de savanyú íze miatt csak feldolgozott formában fogyasztják.
Magyarországon a Zempléni-hegységben a Mecsekben, illetve a Nyugat-Dunántúl néhány pontján, például az Őrségben, Göcsejben, a Kőszegi-hegységben fordul elő; jóval ritkább, mint a fekete áfonya. Levelei télen is megtartják élénkzöld színüket.
Erdélyben a Mohos-tőzegláp, a Csíki havasok területén megtalálható. A Felvidéken gyakori.

## Jellemzők
10–30 cm magas, örökzöld félcserje. Szára hengeres, kúszó, a vége felemelkedik. A levelek visszás-tojásdadok, áttelelők, bőrneműek, a szélük visszahajlik, színük sötétzöld, fonákjuk világosabb, mirigyesen pontozott. Virágzata csüngő, végálló fürt. Illatos. A kocsány rövid, a párta 8–10 mm hosszú, harang alakú, négy cimpájú, fehér vagy rózsaszín, a csésze hártyás, pillás szélű, éréskor a termés csúcsán marad.
A lisztes, ehető bogyótermés éretlenül fehér, éretten kárminpiros, gömbölyű.

## Ásványianyag- és vitamintartalma, hatása
A vörös áfonya igen gazdag antioxidánsokban (antocianidinek, tanninok), melyek védik szervezetünket a káros oxidációs folyamatoktól, óvják testünket az öregedéstől. Az antioxidánsokkal megelőzhetők krónikus betegségek, mint az érelmeszesedés, koleszterinlerakódás, szívinfarktus, bőrproblémák kialakulása, rák keletkezése, memóriazavar. Az antioxidáns vitaminok – mint az E-vitamin, béta-karotin, és 30–40 mg/100g C-vitamin – fokozzák a hatását. De nátriumot, foszfort, káliumot, kalciumot, vasat, magnéziumot, mangánt, cinket, ként is tartalmaz.

## Felhasználható
Gyümölcsként: mártások, dzsem, lekvár, kompót, saláták, pudingok, főzelékek, édes rizs, vadhúsok, gyümölcsbor készítésére.

## Gyógyhatásai
Akut és krónikus húgyúti fertőzések megelőzésére, kezelésére, valamint sejt és érvédő antioxidánsként édesítőszer nélkül készült vörös áfonyalé, vagy kivonat, tinktúra (3 x 3–5 ml/nap adagolásban), illetve a gyógyszertárakban is kapható kapszula formájában. 1 kapszula (400 mg) kb 8-9 pohár lé hatóanyagát tartalmazza koncentráltan. Ez utóbbi naponta kétszer szedhető.
Gyakori húgyúti fertőzésben szenvedők, vagy arra különösen fogékonyak, mint a cukorbetegek, rendszeresen úszók, vesebetegek, vesehomokjuk, vesekőképződésre hajlamosak prosztata-megnagyobbodáskor, hegesedés vagy daganat miatti vizeletelfolyási akadályoknál javasolt az alkalmazása.

## Rokon fajok
- Fekete áfonya (Vaccinium myrtillus)
- Tőzegáfonya (Vaccinium oxycoccus)
- Amerikai tőzegáfonya (Vaccinium macrocarpon)

## Külső hivatkozások
- Vörös áfonyáról hasznos információk
- Vörös áfonya